# Droceloncia rigidifolia
Droceloncia es un género monotípico perteneciente a la familia de las euforbiáceas con una sola especie: Droceloncia rigidifolia que es originaria de Madagascar.

## Taxonomía
Droceloncia rigidifolia fue descrita por (Baill.) J.Léonard y publicado en Bulletin de la Société Botanique de Belgique 91(2): 280. 1959.
Sinonimia
- Argomuellera rigidifolia (Baill.) Pax & K.Hoffm.
- Pycnocoma rigidifolia Baill.
- Wetriaria rigidifolia (Baill.) Pax & K.Hoffm.[2]